# Kamiel Callewaert
Kamiel Callewaert (Zwevegem, 1 januari 1866 - Brugge, 6 augustus 1943) was een rooms-katholiek priester en historicus in Brugge.

## Levensloop
Hij was een zoon van de landbouwer Leo Callewaert en Mathilde Blancke. Na de humaniora aan het Sint-Amandscollege in Kortrijk, trad hij binnen in het Brugs seminarie en werd in 1889 tot priester gewijd. Hij vervolgde met studies aan de Katholieke Universiteit Leuven en promoveerde in 1892 tot licentiaat kerkelijk recht aan de Katholieke Universiteit Leuven.
In 1893 werd hij onderpastoor aan de Sint-Salvatorskathedraal, maar het jaar daarop werd hij directeur van het groot seminarie en docent kerkgeschiedenis en liturgie. Van 1907 tot 1934 was hij president van het seminarie. Hij was tevens docent liturgie aan de KU Leuven (1903-1910) en vanaf 1910 docent kerkelijk recht. Vanaf 1907 was hij erekanunnik van de Sint-Salvatorskathedraal en op 6 augustus 1929 werd hij tot huisprelaat van de Paus benoemd.
Hij was lid van de Pauselijke Academie voor Liturgie in Rome, voorzitter van de Vlaamse Federatie voor Liturgie en voorzitter van de bisschoppelijke Commissie voor Kerken.
Hij was vernieuwend zowel op het gebied van liturgie als van geschiedschrijving. Hij was ook van nabij betrokken bij de oprichting van het instituut Blindenzorg Licht en Liefde.
In 1926 stichtte hij, samen met dr. Rafaël Rubbrecht, de Sint-Elisabethschool voor verpleegsters, waaruit later de sociale hulpverleningsdienst Wit-Gele Kruis ontstond.
Vanaf 1934 werd Callewaert directeur van de congregatie van de Dienstmaagden van de Zaligmaker. Hij woonde naast het klooster in de Annuntiatenstraat en werd begraven op het Brugs kerkhof na een druk bijgewoonde uitvaartdienst in de Sint-Gilliskerk.

## Liturgie
Callewaert werd een actieve deelnemer aan de liturgische vernieuwingsbeweging die binnen de katholieke kerk op gang kwam. In 1907 stichtte hij een Liturgische Kring waar hij voorzitter van werd en bleef tot aan zijn dood.
Hij werd voorzitter van de Nederlandsche Liturgische Weken (1910-1939) en van de Federatie voor liturgie en parochieleven (sinds 1928).

## Geschiedenis
In 1901 werd Callewaert bestuurslid van het Genootschap voor Geschiedenis te Brugge.
Hij stichtte in 1902 een Geschiedkundige Studiekring van West-Vlaanderen, en zette hiermee stappen om nieuw leven in te blazen aan het Genootschap voor geschiedenis te Brugge. Hij speelde vanaf 1904 een belangrijke rol als lid van het bestuur en als verantwoordelijke voor de inhoud van de Handelingen. Hij speelde ook een rol in het aanmoedigen van historische publicaties in het Nederlands. Zelf leverde hij een eerste maal een notitie in het Nederlands, in de Handelingen van 1910. Nochtans publiceerde hij nadien niet meer in de Handelingen. In Leuven werd hij voorzitter van de Oudstudentenbond van het Historisch Seminarie, in opvolging van Mgr. Paulin Ladeuze.
In 1934 werd hij voorzitter van het Brugse Genootschap voor geschiedenis en het Nederlands werd er voortaan de voertaal en de hoofdzakelijke taal voor de publicaties.
Hij was tevens lid van de Provinciale Commissie voor Monumenten.

## Publicaties
De volledige bibliografie van publicaties door Callewaert (348 nummers) is gepubliceerd in: Sacris Erudiri, jaarboek voor godsdienstwetenschappen, 1948.
- Jansenius, évêque d'Ypres: ses derniers moments, sa soumission au S. Siège, d'après des documents inédits: étude de critique historique par des membres du Séminaire d'histoire ecclésiastique, établi à l'Université Catholique de Louvain, Leuven, 1893.
- Les plus anciens documents du Béguinage de Bruges (samen met Hector Hoornaert), in: Handelingen van het genootschap voor geschiedenis, Brugge, 1904.
- La Continuatio Valcellensis de la chronique de Sigebert de Gembloux. Fragments et notes, in: Handelingen van het genootschap voor geschiedenis, Brugge, 1905.
- Les origines du style pascal en Flandre, in: Handelingen van het genootschap voor geschiedenis, Brugge, 1905.
- Notes complémentaires sur le commencement de l'année à Bruges, in: Handelingen van het genootschap voor geschiedenis, Brugge, 1906.
- L'église Notre-Dame et la chapelle castrale des châtelains au Bourg de Bruges, in: Handelingen van het genootschap voor geschiedenis, Brugge, 1906.
- Prêtres français réfugiés en 1793-1794, in: Handelingen van het genootschap voor geschiedenis, Brugge, 1906.
- Le sceau du chancelier de Flandre Guillaume (1205-1231) avec contre-sceau du chanoine Guillaume de Capella, in: Handelingen van het genootschap voor geschiedenis, Brugge, 1906.
- Les origines de la collégiale Saint-Donatien à Bruges, in: Handelingen van het genootschap voor geschiedenis, Brugge, 1906.
- Anciens cartulaires de la Flandre, in: Handelingen van het genootschap voor geschiedenis, Brugge, 1906.
- Le style de Noël et l'indiction impériale dans les chartes de Philippe d'Alsace, in: Handelingen van het genootschap voor geschiedenis, Brugge, 1907.
- Les reliques de Ste Godelive à Ghistelles et leurs authentiques, in: Handelingen van het genootschap voor geschiedenis, Brugge, 1908.
- Nouvelles recherches sur la chronologie médiévale en Flandre, in: Handelingen van het genootschap voor geschiedenis, Brugge, 1910.
- Onuitgegeven aantekening uit het jaar 1302 over den Guldenspoenslag, in: Handelingen van het genootschap voor geschiedenis, Brugge, 19010
- L'architecte Louis van Boghem miniaturiste?, in: Handelingen van het genootschap voor geschiedenis, Brugge, 1910.
- Les reliques de sainte Godelieve à Ghistelles et leurs authentiques, 1908
- Nouvelles recherches sur la chronologie médiévale en Flandre, Brugge, 1909.
- La durée et le caractère du carême ancien dans l'église latine, Brugge, 1913.
- Liturgicae institutiones, Brugge, 1919.
- Le Carême ancien de l'église latine, Brugge, 1920.
- Chartes anciennes de l'abbaye de Zonnebeke, Brugge, 1925
- Licht en liefde voor onze blinden, vereeniging tot bescherming van de belangen der blinden (met mede-auteur Maurice Duyvewaardt), Brugge, 1925.
- De origine cantus Gregoriani, Brugge, 1926.
- Caeremoniale in missa privata et solemni aliisque frequentioribus functionibus liturgicis servandum, Brugge, 1928
- Liturgie en eucharistie, Brugge, 1929.
- Over liturgisch mishooren, Den Bosch, 1930
- Ons kerkelijk jaar: ontstaan, indeeling, beteekenis, vruchtbaarheid, Den Bosch, 1932.
- Liturgische beweging: wat ze niet is, wat ze wel is en moet zijn, Den Bosch, 1933.
- Vasten en Voorvasten, Den Bosch, 1933.
- Eucharistisch en liturgisch leven, Brugge, 1936.
- Sacris erudiri: fragmenta liturgica collecta a monachis sancti Petri de Aldenburgo in Steenbrugge ne pereant, Brugge, 1940
- Saint Léon le Grand et les textes du Léonien, 1948.

## Bron
- Archief van het Bisdom Brugge.